# Pluvier à front blanc
Anarhynchus marginatus
Espèce
Synonymes
Charadrius marginatus
Statut de conservation UICN

 LC  : Préoccupation mineure
Le Pluvier à front blanc (Anarhynchus marginatus) est une espèce de petits oiseaux limicoles de la famille des Charadriidae.

## Description
Il mesure 18 cm de longueur.

## Répartition et habitat
Il est présent en Afrique au sud du Sahara sur les côtes rocheuses, sableuses ou marécageuses ainsi qu'au bord des grandes rivières et lacs de l'intérieur.

## Sous-espèces
D'après la classification de référence (version 14.1, 2024) de l'Union internationale des ornithologues, le Pluvier à front blanc possède 4 sous-espèces (ordre philogénique) :
- Anarhynchus marginatus mechowi (Cabanis, 1884) ;
- Anarhynchus marginatus marginatus (Vieillot, 1818) ;
- Anarhynchus marginatus arenaceus (Clancey, 1971) ;
- Anarhynchus marginatus tenellus (Hartlaub, 1861).